# Rosendo Salvado
Rosendo Salvado Rotea (Tui, 1º marzo 1814 – Roma, 29 dicembre 1900) è stato un vescovo cattolico, abate e missionario spagnolo.
Monaco benedettino, fondò e fu primo abate dell'abbazia territoriale di New Norcia, in Australia Occidentale.

## Biografia
Nato a Tui, in Galizia, all'età di quindici anni Salvado entrò nel monastero benedettino di San Martín Pinario, nella città di Santiago di Compostela. Vestì l'abito monastico nel 1829 e professo solenne nel 1832.
Nel 1835, a seguito dell'espropriazione e secolarizzazione dei monasteri spagnoli voluta dal ministro Juan Álvarez Mendizábal durante il regno di Isabella II di Spagna, dovette abbandonare il chiostro e fare ritorno a Tui.
Nel 1838 decise di recarsi nel Regno delle Due Sicilie, considerata l'impossibilità di essere ordinato sacerdote in Spagna. Fu accolto nell'Abbazia territoriale della Santissima Trinità di Cava de' Tirreni, ove venne ordinato sacerdote il 23 febbraio 1839.

## Genealogia episcopale
La genealogia episcopale è:
- Cardinale Scipione Rebiba
- Cardinale Giulio Antonio Santori
- Cardinale Girolamo Bernerio, O.P.
- Arcivescovo Galeazzo Sanvitale
- Cardinale Ludovico Ludovisi
- Cardinale Luigi Caetani
- Cardinale Ulderico Carpegna
- Cardinale Paluzzo Paluzzi Altieri degli Albertoni
- Papa Benedetto XIII
- Papa Benedetto XIV
- Papa Clemente XIII
- Cardinale Bernardino Giraud
- Cardinale Alessandro Mattei
- Cardinale Pietro Francesco Galleffi
- Cardinale Giacomo Filippo Fransoni
- Vescovo Rosendo Salvado, O.S.B.